# Gran Premio de Teruel de Motociclismo
El Gran Premio de Teruel de Motociclismo fue una carrera de motociclismo de velocidad que formó parte del calendario de la temporada 2020 de MotoGP.
Debe su nombre a que el circuito MotorLand Aragón se encuentra en la provincia de Teruel y como uno de los cinco circuitos en los que, debido a la pandemia del coronavirus, se van a disputar dos grandes premios, era necesario una nueva denominación para distinguirlo del Gran Premio de Aragón.

## Ganadores del Gran Premio de Teruel

### Por año
| Año  | Circuito         | Moto3       | Moto3       | Moto2     | Moto2       | MotoGP            | MotoGP      |
| Año  | Circuito         | Piloto      | Constructor | Piloto    | Constructor | Piloto            | Constructor |
| ---- | ---------------- | ----------- | ----------- | --------- | ----------- | ----------------- | ----------- |
| 2020 | MotorLand Aragón | Jaume Masiá | Honda       | Sam Lowes | Kalex       | Franco Morbidelli | Yamaha      |